# أنطونين رولان
أنطونين رولان (بالفرنسية: Antonin Rolland)‏ مواليد 3 سبتمبر 1924 في سانت-يوفيمي، أين، فرنسا، هو دراج فرنسي في صنف سباق الدراجات على الطريق.

## سجل النتائج

### سباقات أو مراحل فاز بها
- طواف فرنسا
- طواف إيطاليا

## وصلات خارجية
- الموقع الرسمي

## روابط خارجية
- أنطونين رولان على موقع أرشيف الدراجات (الإنجليزية)
- أنطونين رولان على موقع إحصائيات الدراجات الإحترافية (الإنجليزية)
- أنطونين رولان على موقع CycleBase (الإنجليزية)